# جون كوي
جون كوي (بالإنجليزية: John Coy)‏ هو كاتب للأطفال وكاتب أمريكي، ولد في 9 أغسطس 1958 في منيابولس في الولايات المتحدة.